# Claude Gros
Claude Gros (1925-2016) est un architecte marseillais. C'est une figure importante, aux côtés, entre autres, de Pierre Averous, André Devin, Pierre Jameux, Louis Olmeta ou Jean-Louis Sourdeau, de l'architecture des résidences et ensembles d'habitation construits à Marseille durant la période 1955-1975.

## Influences et préoccupations
Claude Gros fait partie de la génération des architectes formés dans l'immédiat après-guerre, souvent influencés par les principes de Le Corbusier et le développement du style international, et fortement impliqués dans l'effort de construction des années 60-70. Sa formation se déroule au contact de Gaston Castel (1886-1971) et de André Hardy (1909-2005) à Marseille , ou encore de Noël Le Maresquier (1903-1982).
L'essentiel de ses réalisations concerne des immeubles et ensembles d'habitation situés à Marseille, mais il a également travaillé pour des immeubles de bureaux ou des bâtiments administratifs, sur toute la région Provence-Alpes-Côte d'Azur.
Sur le plan visuel, Claude Gros reste fidèle à des formes simples et rationnelles, typiques du style international. Beaucoup de ses réalisations sont caractérisées par un tramage marqué des façades obtenu par le croisement apparent des dalles et poteaux en béton. On retrouve cette caractéristique (à rapprocher de l'élémentarisme du mouvement De Stijl) sur les façades des grands ensembles (Parc Kalliste, La Granière, Le Mail, pour partie Castelroc-le-Haut) mais aussi de certaines résidences (Le Saint-Georges, cour intérieure du Marceau...).
Claude Gros s'intéresse également à la rationalisation des méthodes de construction, notamment à travers les possibilités de préfabrication : panneaux d'allège du Parc Kalliste, divers panneaux pour La Granière, Le Mail ou Castelroc-le-Haut, éléments tridimensionnels plus complexes pour La Benausse.

## Réalisations

### Immeubles et ensembles d'habitation à Marseille
L'essentiel de ses réalisations concerne des immeubles et ensembles d'habitation situés à Marseille, :
- Grands ensembles :
  - Parc Kalliste[2] (15e) (1958) : 9 immeubles (3 barres de 12-16 étages, 3 de 7-9 étages et 3 de 3-6 étages), environ 750 logements (poursuite d'un travail amorcé par A.H. de Vallaurie) ; participation à la conception de l'école et d'un gymnase (avec René Egger, spécialiste de l'architecture scolaire) ;
  - La Granière[6] (15e) (1961) : 6 immeubles (4 barres de 8-12 étages et 2 petits immeubles de 4 étages), environ 450 logements ;
  - Le Mail (14e) (1965 ou 1974 ?) : 8 immeubles[7] (5 tours de 15-16 étages et 3 barres de 4-6 étages), environ 580 logements ;
  - La Benausse (14e) (1970 ou 1975 ?) : 2 immeubles de 9 et 15 étages, environ 160 logements (en collaboration avec Max Graveleau et André Malrait) ;
  - Les Hauts de Castelroc[8],[9] (10e) (1973) : 4 blocs de 12 à 15 étages constitués chacun de 3 fines tours interconnectées par des passerelles et un ascenseur vitré commun, environ 550 logements ; la résidence est située sur un site remarquable, au pied du Mont Sainte-Croix.
- Ensembles compacts et petites résidences :
  - Immeuble Trieste et Venise[10] (8e, quartier Périer) (1960 ou 1962 ?) : immeuble-villas de 6 étages sur un terrain escarpé, environ 30 logements ;
  - Le Saint-Georges[1],[11],[12] (7e) (1963) : ensemble compact composé d'une nappe de deux étages, d'une petite barre de 8 étages et d'une grande barre courbe de 19 étages, environ 220 logements ; l'ensemble articule de nombreuses fonctions : logements, église, école, commerces, salle de spectacle, hôtel, restaurant panoramique ;
  - Le Marceau[13] (3e) (1964 ou 1968 ?) : 2 immeubles de 8 et 9 étages formant le contour d'un îlot urbain, avec commerces en rez-de-chaussée, environ 230 logements ;
  - Résidence Super Breteuil[14] (6e) (1966) : immeuble de 10 étages avec commerces en rez-de-chaussée, environ 70 logements ;
  - Logements pour infirmières (1968) : trois couples de petites tours de 10 étages, avec aménagement des terrasses, sur les sites de l'Hôpital Nord (aujourd'hui abri parental de l'hôpital) et des actuels IFSI de La Capelette et de Sainte Marguerite ;
  - Villa d'Este[15] (2e, en vis-à-vis de l'esplanade de la Major) (1973) : immeuble mixte bureaux, logements, commerces de 10 étages, environ 120 logements ; le toit est aménagé de logements en penthouse avec piscine et terrasse végétalisée.

Cumulant plusieurs facteurs défavorables (situations dans les zones périphériques des quartiers nord, difficultés de gestion des grandes copropriétés, limites intrinsèques de ce type d'urbanisme...), plusieurs des grands ensembles conçus par Claude Gros (Parc Kalliste,, La Granière, Le Mail) sont directement concernés par les difficultés rencontrées par certaines « cités » : vétusté, trafics de drogue, violences, squats de migrants... Tout particulièrement concerné, le Parc Kalliste fait l'objet d'un plan de réhabilitation qui a entre autres conduit à la démolition en 2019 et 2021 de deux des plus grandes barres de l'ensemble.
La situation est différente pour la résidence des Hauts de Castelroc et pour les résidences de plus petite taille, mieux inscrites dans le tissu urbain, situées dans des quartiers plus favorisés, pour certaines de relatif standing, plus régulièrement rénovées.

### Autres réalisations
Toujours à Marseille, le travail de Claude Gros est aussi associé à quelques immeubles de bureau : ex-siège social du Crédit Universel (2e) (1962, aujourd'hui bureaux de BNP Paribas Lease Group), ex-siège social de Norwich Union (8e) (1977, aujourd'hui bureaux en location)...
Il réalise également quelques résidences hors de Marseille, par exemple à Nice (Royal Luxembourg, 1969), à Aix-en-Provence (La Parade), à Aubagne...
Il travaille par ailleurs, au cours des années 70, avec le ministère des Finances pour le compte duquel il conçoit plusieurs Centres des impôts ou Cités administratives en région Provence-Alpes-Côte d'Azur : Marseille, Salon-de-Provence, Toulon, Orange, Nice...

## Reconnaissance
Trois de ses réalisation marseillaises ont reçu en 2006 le label Architecture contemporaine remarquable : Le Saint-Georges, Le Marceau et l'ensemble de Castelroc-le-Haut.
Ces labellisations font suite à l'étude « Ensembles et résidences à Marseille 1955-1975 » réalisée en 2004 par l'architecte Thierry Durousseau sur commande de la DRAC Provence-Alpes-Côte d'Azur, publiée en 2005. Celle-ci recense environ 480 ensembles de plus de 100 logements construits à Marseille entre 1955 et 1975, parmi lesquelles un comité de pilotage a sélectionné 80 ensembles « sur la base de critères esthétiques, mais aussi du point de vue de l'histoire des techniques, des évolutions politiques, culturelles, économiques et sociales » pour l'établissement de fiches monographiques plus détaillées. Six réalisations de Claude Gros font partie de cette sélection : Parc Kalliste, La Granière, Castelroc-le-Haut, Le Saint-Georges, Le Marceau et la Villa d'Este.